# 粉川昭一
粉川 昭一（こなかわ しょういち、1963年（昭和38年）12月14日 - ）は、日本の政治家。元栃木県日光市長（1期）、元日光市議会議員（3期）。

## 来歴
新潟県長岡市生まれ。1979年（昭和54年）4月、新潟県立長岡工業高等学校に入学。高校3年のとき父親の起業を機に親族のいる栃木県日光市へ移住した。1982年（昭和57年）3月、栃木県立今市工業高等学校卒業。同年4月、東京道路エンジニアリングに就職。
父親は1985年（昭和60年）11月に機械製造の会社を創業し、1987年（昭和62年）12月に有限会社協栄技研を設立した。1988年（昭和63年）、粉川は分社後の東関東道路エンジニアリングを退社し、協栄技研に入社。
28歳のときに父親が急逝し、1992年（平成4年）に協栄技研代表取締役に就任。
2009年（平成21年）、青年会議所活動などを通じて知り合った建設会社社長の大嶋一生に「一緒に出馬しよう」と日光市議会議員選挙への立候補を誘われる。2010年（平成22年）4月の市議選で大嶋とともに初当選した。2018年（平成30年）、3期目の当選を果たす。

### 2021年日光市長選挙
2021年（令和3年）4月5日、日光市長を務めていた大嶋が病死。粉川が出馬の意思を固めると、大嶋のいとこで自民党県議の阿部博美は粉川支援を真っ先に決めた。5月6日、粉川は大嶋の死去に伴って行われる市長選への出馬を正式に表明。阿部は、もう一人の日光市選出の自民県議の加藤雄次へ、粉川の推薦を願い出た。しかし加藤は、他にも立候補を目指す複数の市議らから推薦願いを受けていたため、返答ができなかった。悩んだ加藤は、議長を歴任した元県議の渡辺渡に相談。渡辺が名前を出したのは、前回選で15票差で大嶋に敗れた元副市長の阿部哲夫だった。自民党は阿部哲夫の推薦を決定、他の市議らは引き下がった。
阿部は40年にわたり培ってきた行政経験と、国や県とのパイプをアピール。高齢者や子供のいる家庭を対象とした、1世帯1万円のコロナ対策給付金の交付という分かりやすい政策も掲げた。粉川陣営は知名度、組織力ともに劣っていたが、「鍵となるのは大票田の（同市中心部の）今市地区」と読み、同地区を中心に遊説。阿部の公約を「バラマキ」と批判するなど地道な訴えで巻き返していった。
同年5月23日に行われた日光市長選挙において、自民党の推薦、元市長の斎藤文夫、市議12人、多数の自民県議らの支援を受けた阿部を87票差で破り、初当選した。
※当日有権者数：68,472人 最終投票率：50.84%（前回比：－9.03pts）
| 候補者名 | 年齢 | 所属党派 | 新旧別 | 得票数   | 得票率 | 推薦・支持         |
| -------- | ---- | -------- | ------ | -------- | ------ | ------------------ |
| 粉川昭一 | 57   | 無所属   | 新     | 17,249票 | 50.13% |                    |
| 阿部哲夫 | 71   | 無所属   | 新     | 17,162票 | 49.87% | （推薦）自由民主党 |

当選から2日後の5月25日、自民党県連は、党推薦の阿部哲夫ではなく粉川を支援した阿部博美県議について、県連党紀委員会に処分の検討を要請する方針を固め、6月に県連は党員資格停止処分とした。阿部博美はとちぎ自民党議員会を退会し、1人会派「夢と希望あふれる栃木を創る会」を立ち上げた。

### 2025年日光市長選挙
2025年4月28日投開票の日光市長選挙に再選を目指して立候補するも、元日光市議の瀬高哲雄、武田幸雄に次ぐ3位の得票にとどまり落選。
※当日有権者数：64,119人 最終投票率：49.89%（前回比：－0.95pts）
| 候補者名 | 年齢 | 所属党派 | 新旧別 | 得票数   | 得票率 | 推薦・支持 |
| -------- | ---- | -------- | ------ | -------- | ------ | ---------- |
| 瀬高哲雄 | 43   | 無所属   | 新     | 12,449票 | 39.24% |            |
| 武田幸雄 | 63   | 無所属   | 新     | 9,714票  | 30.62% |            |
| 粉川昭一 | 61   | 無所属   | 現     | 9,560票  | 30.14% |            |

## 市政・人物
- 今市事件の後、自主防犯組織「大沢ひまわり隊」を組織し、初代隊長を務めた[16]。市長に就任後も、毎年事件のあった日に被害者の墓前で冥福を祈っている[16]。
- 2021年（令和3年）7月9日、PCR検査を受け、新型コロナウイルスの陽性が判明した。粉川は10日以降、市の集団接種のキャンセル分でワクチン接種1回目を受ける予定だった[17]。
- 同年8月24日、LGBTなど性的少数者のカップルが婚姻に相当する関係にあると認める「パートナーシップ宣誓制度」を同年9月1日に導入すると発表した[18]。9月13日、日光市は、2010年にカナダで結婚した日本人男性とカナダ国籍の男性のカップルに、同制度に基づく市内第1号の宣誓証明書を交付した[19][20]。